# Bolbitis singaporensis
Bolbitis singaporensis är en träjonväxtart som beskrevs av Holtt. Bolbitis singaporensis ingår i släktet Bolbitis och familjen Dryopteridaceae. Inga underarter finns listade.